# Lilla Sickla

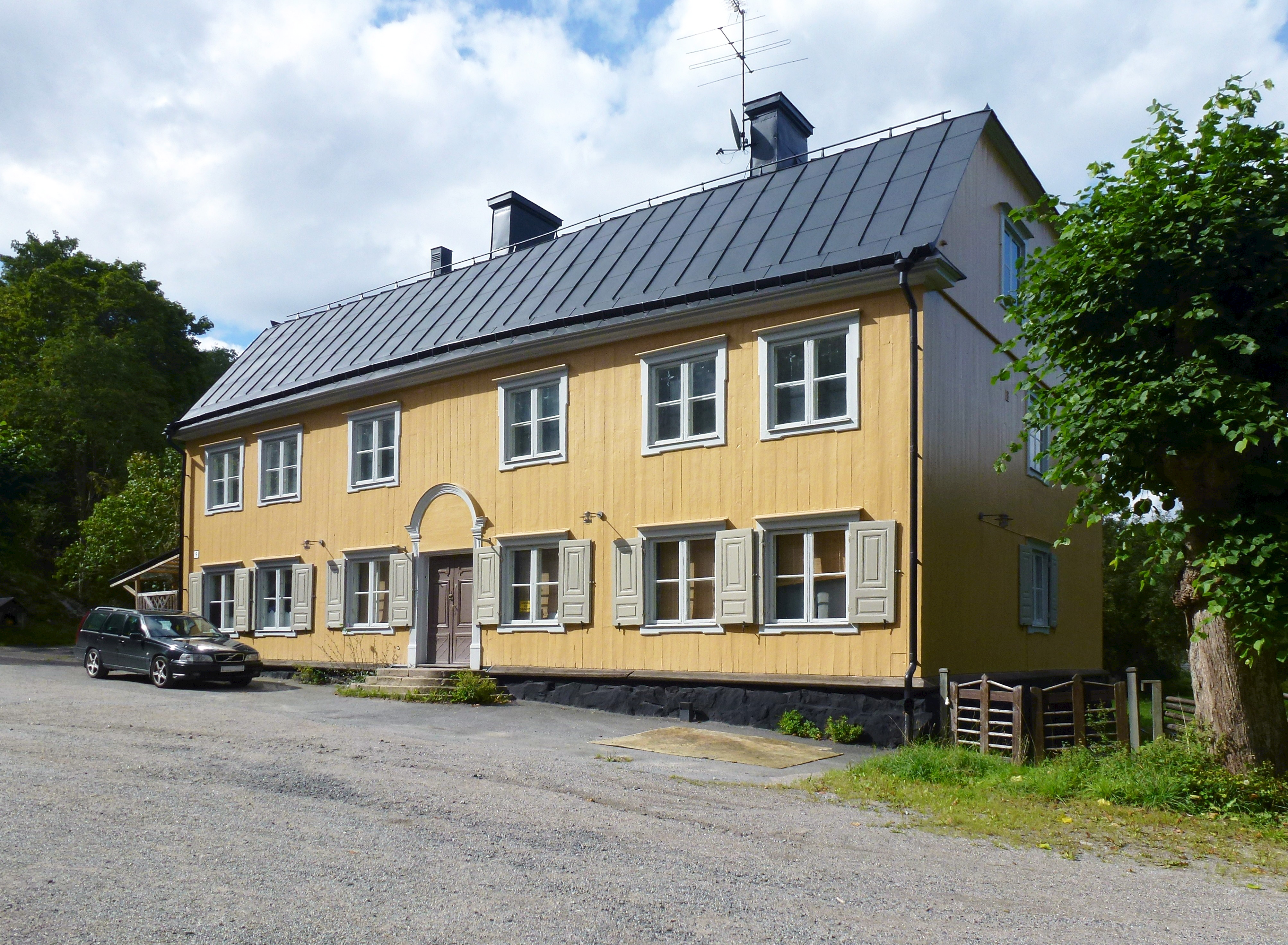
Huvudbyggnaden i augusti 2014.

Lilla Sickla är en gård inom Nackareservatet i stadsdelen Björkhagen i Stockholms kommun. Den är belägen på Axvallsvägen vid Sicklasjön.

## Historik

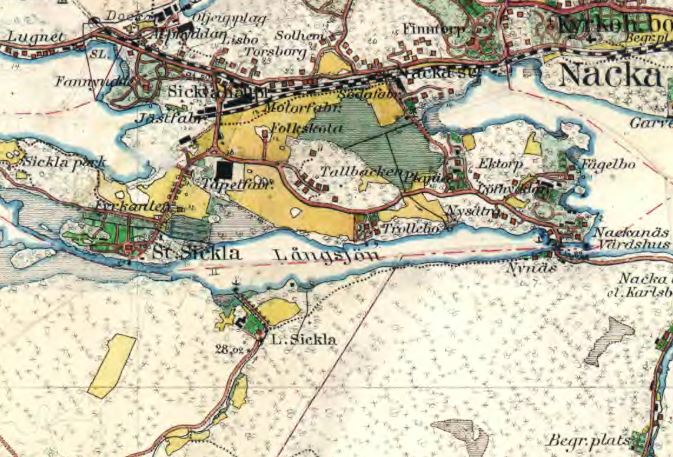
Lilla Sickla på häradskartan 1901-06.

Gården ligger vid en sprickdal inom Nackareservatet. Intill rinner en bäck, Kvarnbäcken, och den påtagliga höjdskillnaden har gjort att vattnet har använts till att driva en kvarn på platsen. Platsen anses ha varit bebodd åtminstone sedan medeltiden. 1640 klagar holländaren Antonius Monier i ett brev över att Gustav II Adolf dragit in flera gårdar som han erhållit 1620, bland annat Klein-Sickla. En kvarn vid Lilla Sickla är även omnämnd 1752 i en beskrivning över Nackaåns tillflöden. Kvarnbyggnaden (uppförd mellan 1800 och 1849) finns bevarad. Här har det även funnits ett krutbruk.
Den nuvarande huvudbyggnaden är från 1789. År 1852 köptes Lilla Sickla av protokollskreteraren Lars Constans Pontin, som bodde kvar på gården fram till år 1886. Han lät även utsmycka byggnaderna med tidstypiska verandor smyckade av lövsågerier. Dessa revs dock under 1940-talet.
1988 brann ladorna ner, men den ena återuppbyggdes. En flygel brann ner 1990. Grunden finns kvar mitt emot huvudbyggnaden. Från gården leder en gammal allé nordväst ner till Sicklasjön. Fram till 1920-talet, innan Hammarbysjön sänktes, gick det enkelt att med båt ta sig till Lilla Sickla via Barnängsbryggan på Södermalm. En sjöbod fanns kvar till 2020 då den brann ner.
Under 2006 och 2017 inventerade Stockholms stadsmuseum gården. Fastigheten är blåmärkt av museet, vilket är det starkaste skyddet och innebär "att bebyggelsen bedöms ha synnerligen höga kulturhistoriska värden".

## Byggnader

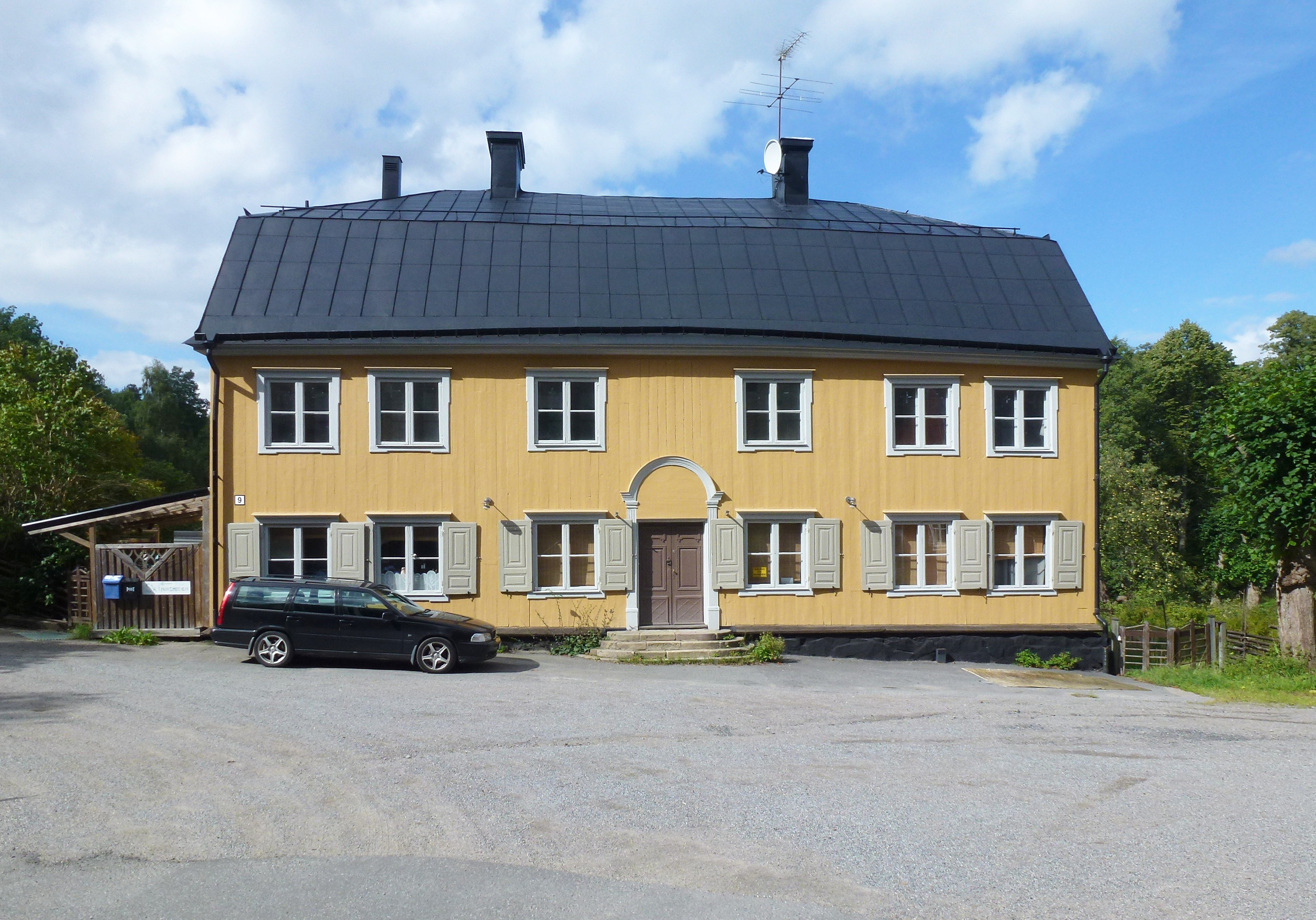
Huvudbyggnad
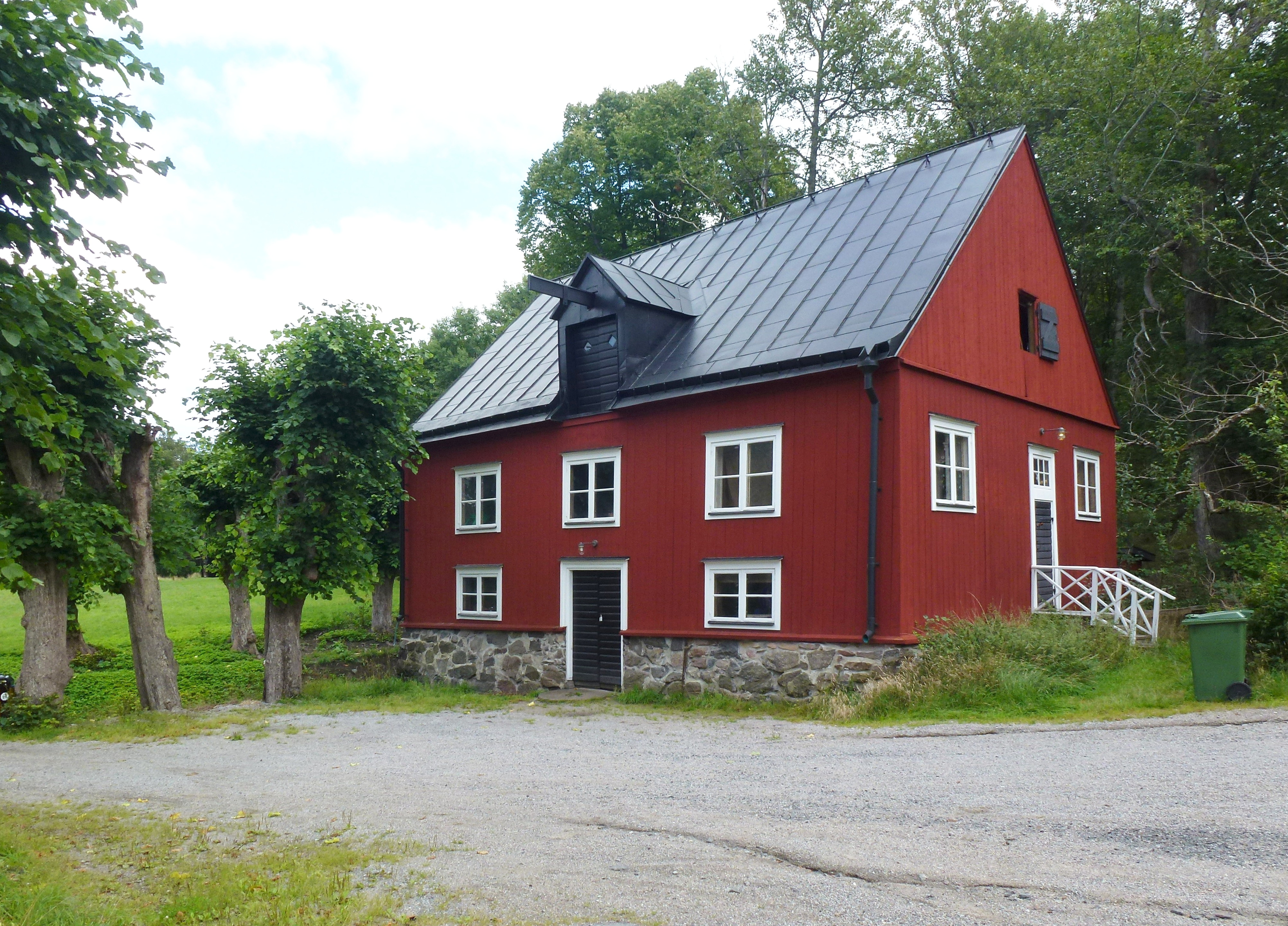
Kvarnbyggnad
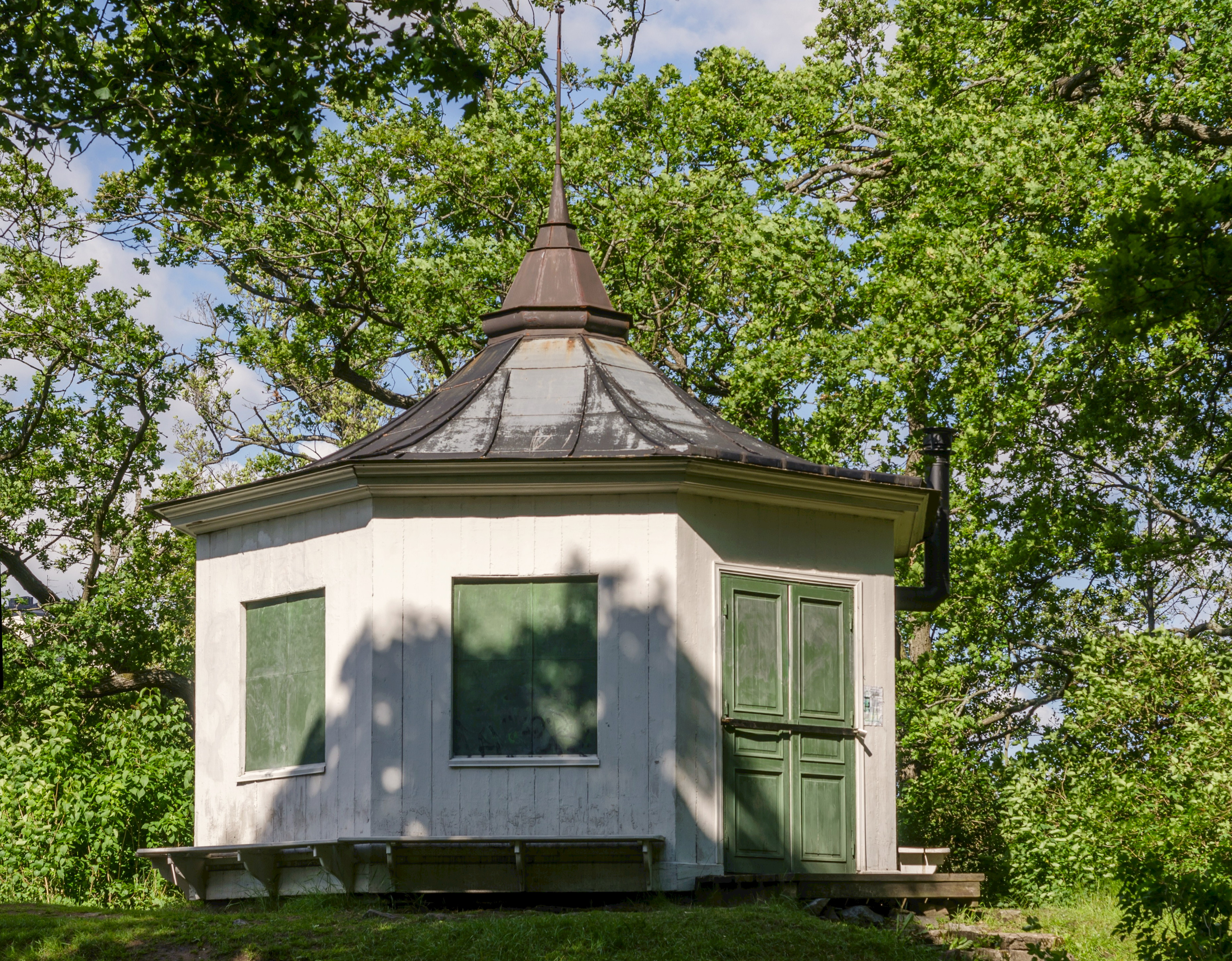
Lusthuset
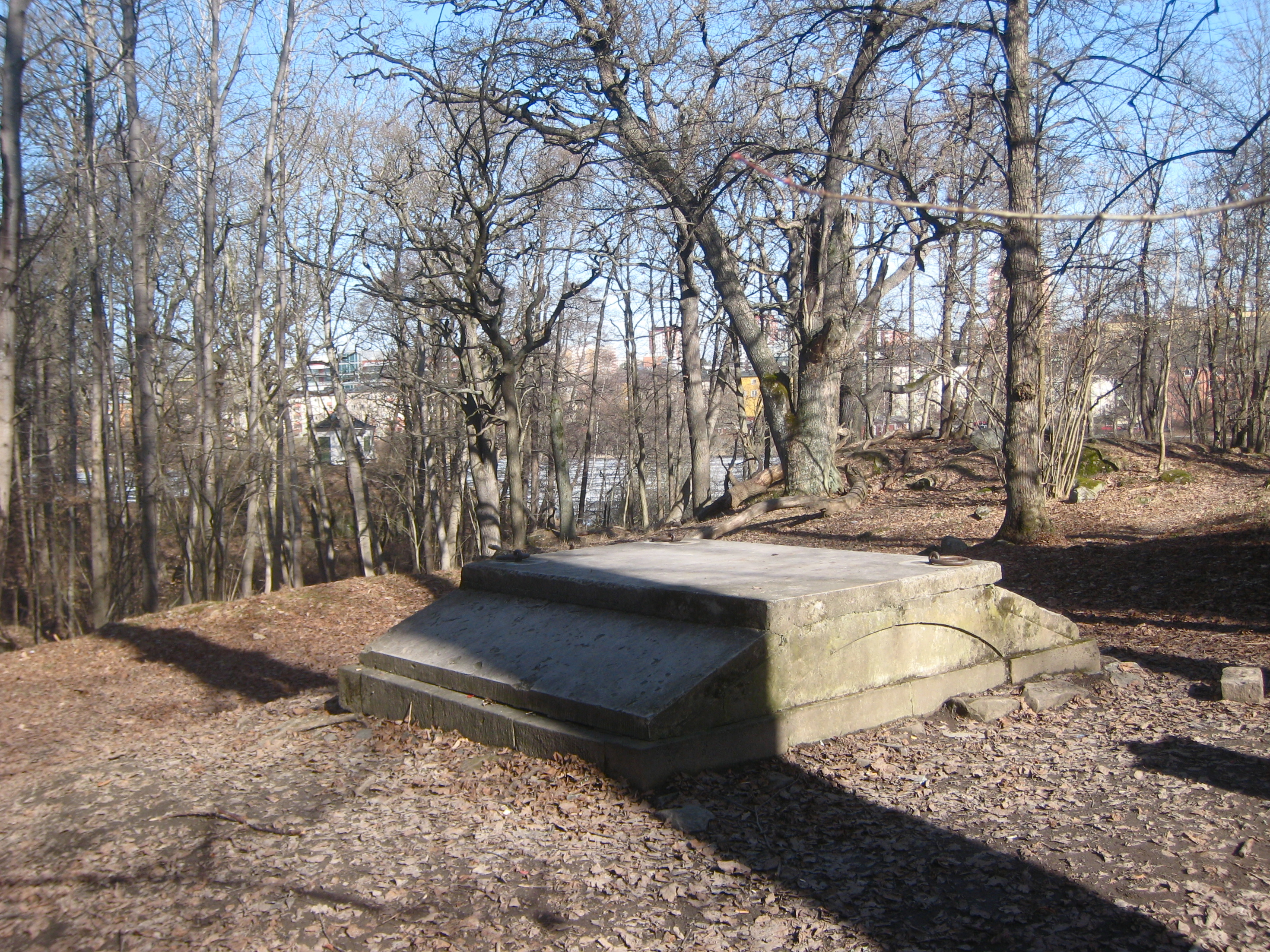
Filosofens grav

## Engelska parken med lusthuset
Strax norr om gården ligger resterna av den engelska park som anlades i slutet av 1700-talet. Intill Sicklasjön ligger ett åttkantigt lusthus uppfört under andra halvan av 1700-talet.

Parken
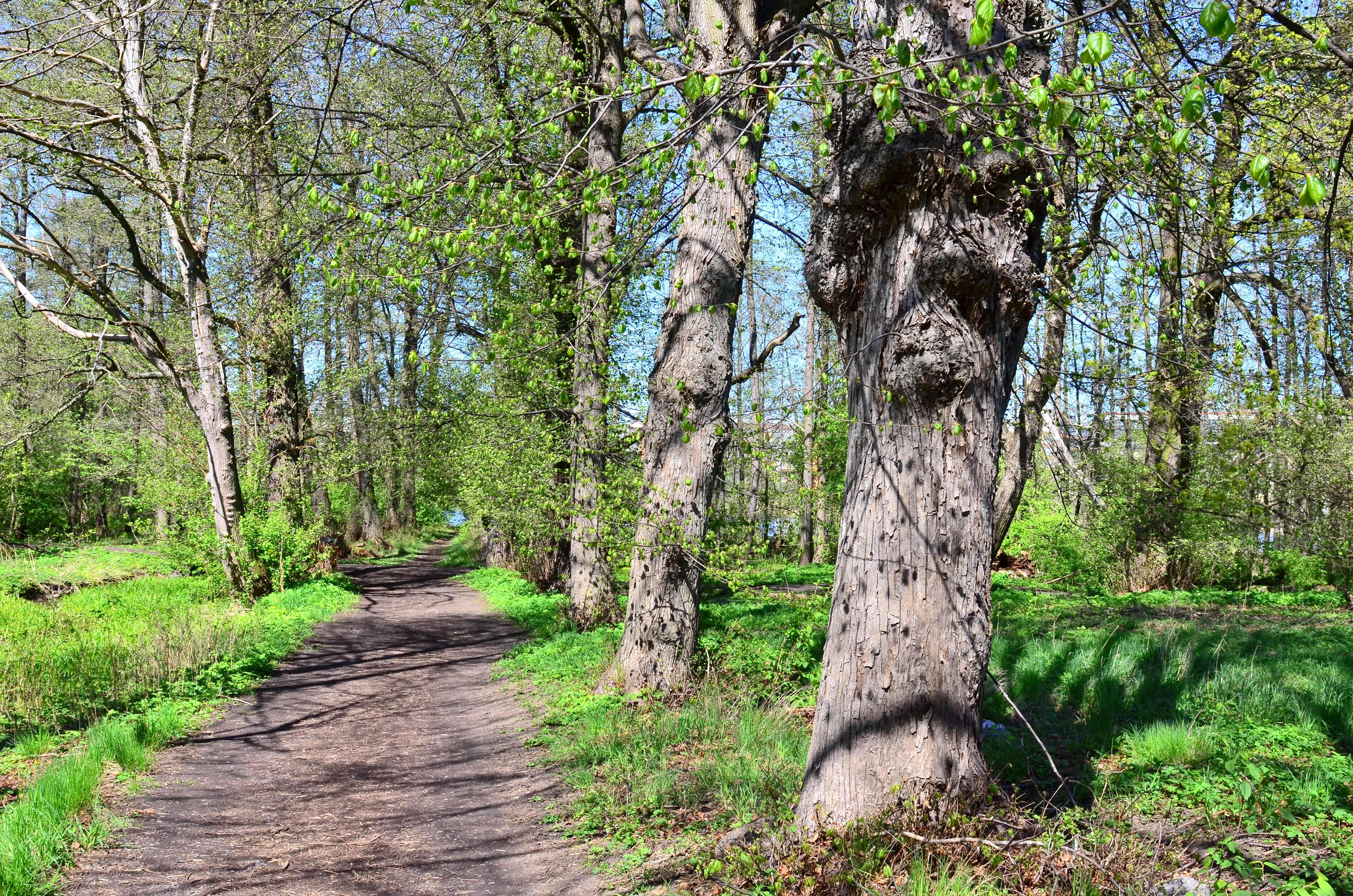
Allén som leder ned till Sicklasjön
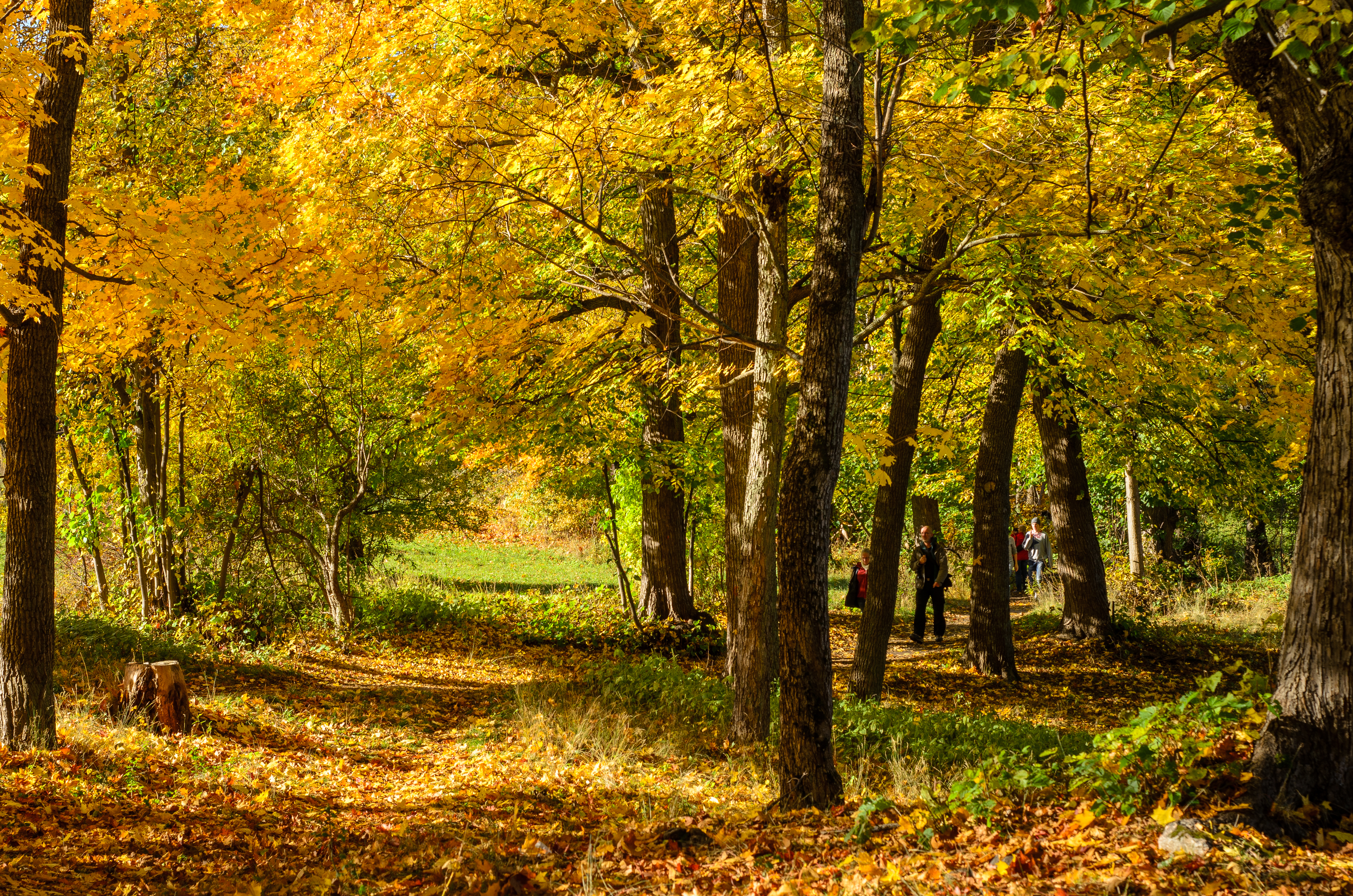
Parken i höstskrud
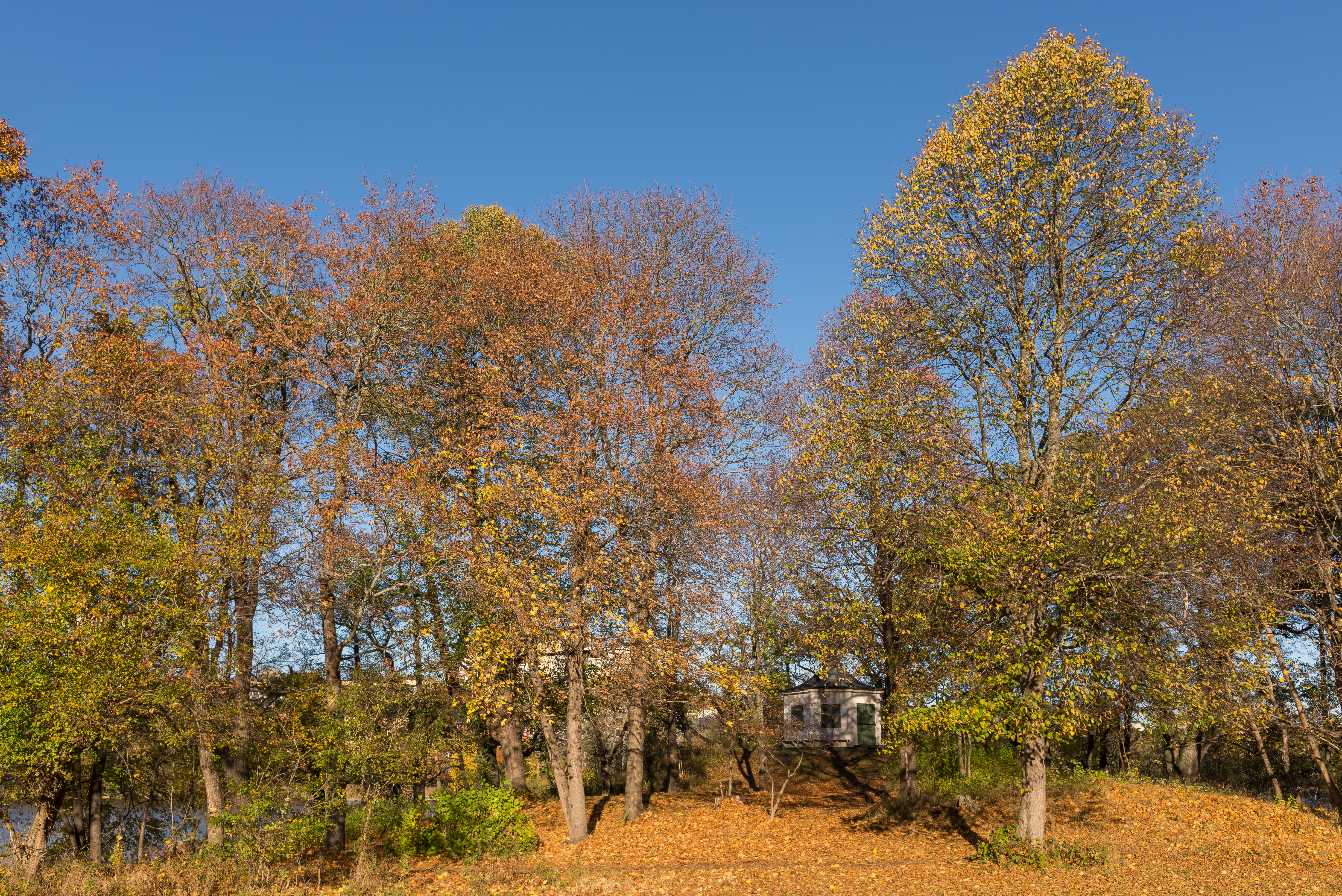
Parken och lusthuset
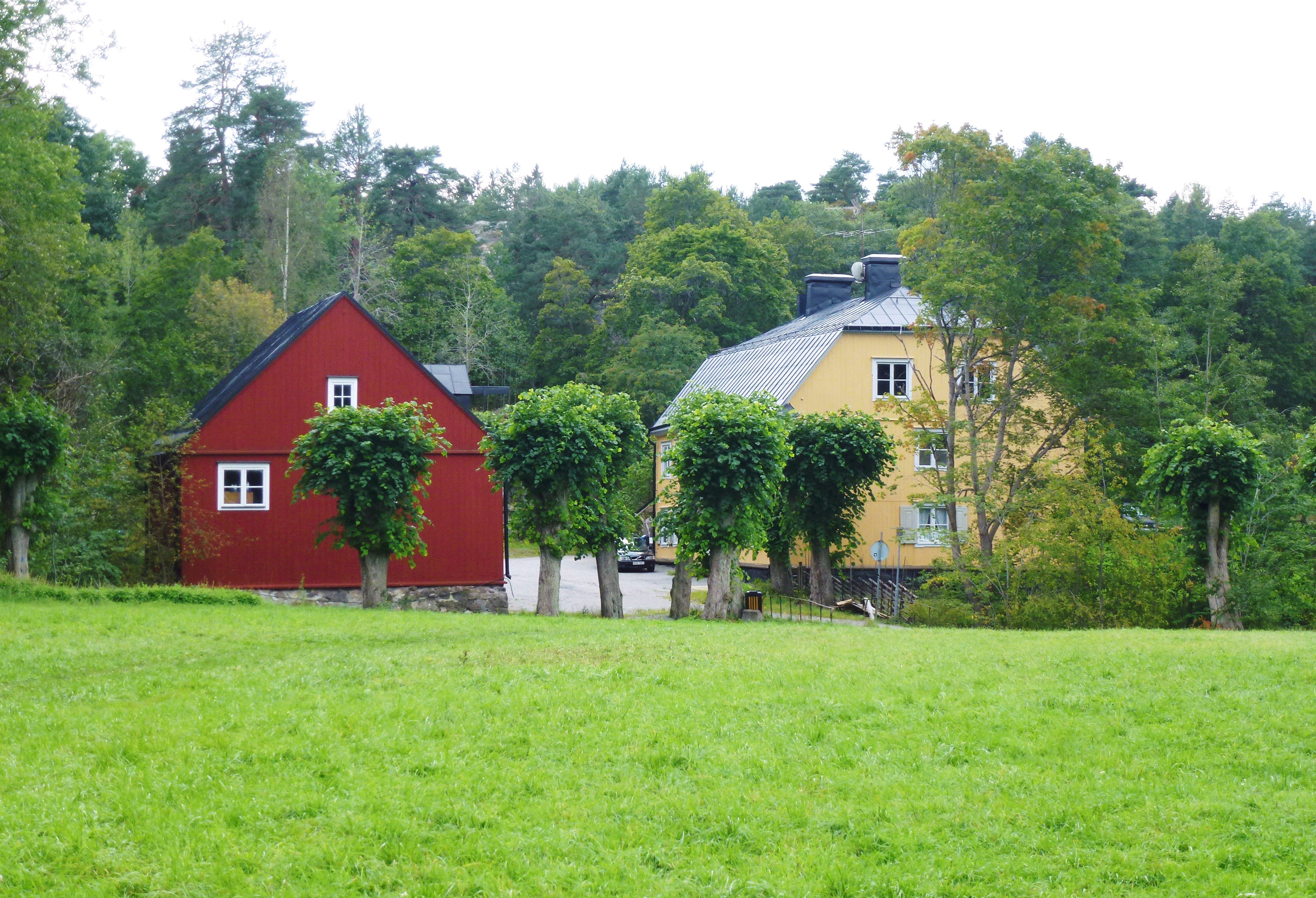
Parken och gården

## Filosofens grav
Cirka 200 meter öster om huvudbyggnaden ligger en stensarkofag kallad Filosofens grav. Denna typ av tomma fantasigravar var vanliga i engelska parker. Namnet förknippas med filosofen Jean-Jacques Rousseau som var en förkämpe för sådana parker. 1778 begravdes han själv i Parc Jean-Jacques Rousseau norr om Paris. Gravhällen vid Lilla Sickla bär inskriptionen: "Hvilans Boning Den Dödliges Hopp Och Mödors Belöning".
1824 fick grosshandlaren Ullman tillstånd att inrätta en familjegrav i den engelska parken. Möjligen anlades Filsofens grav redan då. Den verkar dock ha tagits i anspråk först 1868 av Lars Constans Pontin. När han ägde Lilla Sickla lät han begrava sin mor, Catharina Charlotta Pontin (död 1868), i prydnadsgraven. 1877 fick även hans syster, Carolina Henrika Matilda Pontin, sin viloplats där. Vid en arkeologisk undersökning och upprustning 1945 fann man utöver dessa två en tredje kista som innehöll benen av en icke identifierad ung person.